# محمد علوي تبار
محمد علوي تبار (بالفارسية: محمد علوی‌تبار) (1930 - 10 مارس 2020)، المعروف أيضًا باسم كياوش، كان سياسيًا إيرانيًا.
ولد محمد علوي تبار في عام 1930 في مدينة زنجان  وكان من أتباع فقه القضاء الإسلامي. في شهر أغسطس من عام 1978؛ شارك في إحراق سينما ريكس الموجودة في مدينة عبادان، مما أسفر عن مقتل 420 شخصًا على الأقل.
عمل محمد علوي تبار كعضو في مجلس الشورى الإسلامي الإيراني؛ حيث كان ممثلاً للأهواز بين عام 1980 وعام 1984،  وكان أيضا ممثلاً لعبدان بين عام 1984 وعام 1988.
توفي محمد علوي تبار في تاريخ 10/03/2020 نتيجة اصابته بمرض فيروس كورونا 2019. وقد تم إجراء جنازته في تاريخ 12/03.